# 尼古拉·索科洛夫
尼古拉·亚历山德洛维奇·索科洛夫（俄语：Никола́й Алекса́ндрович Соколо́в，1903年7月8日（21日）—2000年4月17日）是苏联画家、艺术家、漫画家与波尔菲里·克雷洛夫、米哈伊尔·库普里亚诺夫曾共同组团用库克雷尼克塞笔名进行创作。